# Escrita Tolong Siki
A escrita Tolong Siki foi criada pelo Dr.  Narayan Oraon, um doutor de Jharkhand, Índia com assistência de Francis Ekka, antigo director do “Central Institute of Indian Languages” (CIIL) de Mysore, mais Ramdayal Munda, ex-vice chanceler da Universidade de Ranchi, e Nirmal Minz.

## História
Em 1989, o Dr Oraon decidiu criar um escrita própria  nova para sua língua regional, o Kurix, que é escrita npormalmente em Devanagari. A primeira publicação no novo alfabeto ocorreu em 15 de maior de 1999 e colocada para ensino em algumas escolas nesse mesmo ano. O governo de Jharkhand a reconheceu oficialmente em 2007..
Tolong Siki está sendo hoje promovida pela “Kurukh Literary Societ” e alguns poucos livros e revistas vem sendo publicados com a mesma, que continua também sendo ensinada em escolas..

## Características
O Tolong Siki é um alfabeto complete com seis vogais e 32 consoantess, sendo a escrita da esquerda para direita em linhas horizontais. Há dez símbolos próprios para numerais.
Escrita - 6 para vogais, 32 consoantes – 10 numerais

## Língua
O Tolong Siki é usado pela língua kurux (कुड़ुख़), uma dravídica falada principalmente em Orissa e também em Bihar, Jharkhand, Madhya Pradesh, Chhattisgarh e Bengala Ocidental por cerca de dois milhões de pessoas. Há alguns falantes de Kurux em Bangladesh, Nepal e Butão.